# Claudio Cucinotta
Claudio Cucinotta (Latisana, 22 gennaio 1982) è un dirigente sportivo, ex ciclista su strada e pistard italiano.
Professionista dal 2006 al 2010, in carriera ha ottenuto tre vittorie su strada e due titoli nazionali su pista. Dopo il ritiro è stato preparatore atletico e direttore sportivo per il team Bardiani-CSF; dal 2019 è attivo come preparatore e ds per il team kazako Astana.

## Carriera
Dopo alcuni anni corsi nella categoria Under-23/Elite e la conquista del titolo di campione italiano Elite "senza contratto" nel 2005, nel 2006 Cucinotta passò professionista con la Tenax di Fabio Bordonali. Nel suo anno d'esordio riuscì a portare a casa un secondo posto nella prima tappa del Regio-Tour in Germania; stessa sorte si ripeté l'anno successivo con un terzo posto nella medesima corsa, oltre a buoni risultati in alcune semi-classiche del calendario belga come il 6º posto alla Scheldeprijs e il 9° alla Parigi-Bruxelles.
Nel 2008, con il passaggio alla LPR Brakes-Ballan, arrivò anche la prima vittoria con il successo nella prima tappa del Giro di Slovenia; annuale invece l'appuntamento con il Regio-Tour ove riuscì a portare a casa il terzo posto nella seconda tappa. Corse l'ultima stagione della sua carriera professionistica nel 2010, con la maglia della De Rosa-Stac Plastic, in cui riuscì a cogliere due successi di tappa al Tour of Japan, oltre ad un terzo posto al Giro di Turchia. 
Oltre all'attività su strada, Cucinotta fu attivo anche su pista, in cui si aggiudicò due titoli nazionali, nell'inseguimento a squadre e nello scratch tra il 2007 e il 2008.
Dopo il ritiro dall'attività, nel 2015 assume la carica di preparatore atletico, e dal 2016 anche quella di direttore sportivo, per il team professionistico emiliano Bardiani-CSF. A fine 2019 passa all'Astana Pro Team con il ruolo di preparatore atletico. Dopo il ritiro avvia a Udine anche il proprio studio privato di preparatore atletico e biomeccanico presso il Centro Medicus, seguendo tra gli altri i biker Luca e Daniele Braidot, Nadir Colledani, e numerosi altri atleti professionisti, under 23 e junior.

## Palmarès

### Strada
- 2002 (Bici Team San Donà)

Coppa 1º maggio - Stagno Lombardo
- 2004 (U.C. Basso Piave)

Circuito dell'Assunta
- 2005 (U.C. Basso Piave)

Campionati italiani, Gara in linea Elite senza contratto
- 2008 (LPR Brakes-Ballan, una vittoria)

1ª tappa Giro di Slovenia (Lubiana > Postumia)
- 2010 (De Rosa-Stac Plastic, due vittorie)

3ª tappa Tour of Japan (Mino)
7ª tappa Tour of Japan (Tokyo)

### Pista
- 2007

Campionati italiani, Inseguimento a squadre (con Alessandro De Marchi, Giairo Ermeti, Matteo Montaguti)
- 2008

Campionati italiani, Scratch